# Nexus 6
El Nexus 6 es un teléfono inteligente de gama alta desarrollado por Motorola en colaboración con Google. Es la sexta versión de la familia de teléfonos inteligentes Nexus. Se caracteriza por su pantalla AMOLED con resolución WQHD de 5,9 pulgadas y su procesador Snapdragon 805. Fue presentado junto a la tableta Nexus 9 y Android 5.0 Lollipop. Es el primer Nexus en superar las cinco pulgadas de pantalla.

## Software
El Nexus 6 y la tableta Nexus 9 fueron los primeros dispositivos en correr Android 5.0 (Lollipop). Entre las mejoras que trae la nueva versión destacan:
- Nueva interfaz de usuario Material Design.
- Cuando la barra de notificaciones se desliza hacia abajo sólo muestra, efectivamente, las notificaciones. Si se desliza nuevamente se accederá a los controles de Wi-Fi, Bluetooth, etc.
- Linterna nativa.
- Notificaciones en pantalla de bloqueo.
- Modo Invitado.
- Dispositivos de confianza (el teléfono no solicita contraseña al estar cerca de un smartwatch, pulsera o similares, previamente enlazados).

## Especificaciones técnicas
- Panel AMOLED táctil capacitivo con resolución WQHD (2560 x 1440 píxeles) de 5,96 pulgadas

- Protección Corning Gorilla Glass 3.

- Procesador Qualcomm Snapdragon 805 (SM-N910S) quad-core a 2,7 Ghz.

- Unidad gráfica (GPU) Adreno 420 a 600 MHz.

- 3 GB de memoria RAM LPDDR3.

- 32 o 64 GB de almacenamiento interno (sin posibilidad de expansión por MicroSD).

- Cámara trasera de 13 MP (Sony IMX214) con autofoco, doble flash LED, estabilización óptica de imagen (OIS) y captura de video en UHD a 30 fps.

- Cámara frontal de 2 MP.

- Batería no removible de polímero de litio de 3220 mAh con carga inalámbrica y ultrarrápida (Quick Charge).

- 82,98 x 159,26 x 10,06 mm; 184 gramos.

- Sensores de iluminación ambiental, proximidad, Bluetooth LE 4.1,a celerómetro, giroscopio, barómetro, magnetómetro, A-GPS GLONASS, MicroUSB 2.0 Slimport, NFC y NanoSIM.